# Едуард Лоу
Капитан Едуард „Нед“ Лоу (роден ок. 1690 – починал ок. 1724; също познат като Едуард Лое) е известен английски пират от началото на 18 век. Роден е около 1690 г. в Лондон. Като малък е крадец, живеещ в пълна мизерия. На 20 години се мести в „Новия свят“ – Бостън. Жена му умира по време на раждане през 1719 г. Две години по-късно става пират, извършващ набези по бреговите на Нова Англия и в Карибско море.
По време на краткия си пиратски живот Лоу пленява стотици кораби, като пали повечето от тях. Въпреки само 3-те години пиратство той се превръща в един от най-известните пирати в света, запомнен с мъченията, на които подлага жертвите си, преди да ги убие. Сър Артър Конан Дойл го описва като „свиреп и безразсъден, човек с удивителна жестокост“. От Ню Йорк Таймс го наричат „мъчител“, методите за мъчение на който би имали пълното доверие на испанските инквизитори. Смъртта на Лоу, която е най-вероятно през 1724 г., е предмет на множество спекулации.

## Ранни години
Според Чарлз Джонсън, автор, описващ живота на пиратите, Едуард Лоу е роден в Лондон, Англия, около 1690 г. Описан е като „неграмотен, със свадлива натура, винаги готов да мами, тичащ диво по улиците на местната енория“. Като младеж е джебчия и комарджия, играещ хазартни игри със слугите на Долната камара на парламента.
Изглежда повечето членове на семейството му са крадци. Като малък брат му краде шапките и перуките на минувачите. По-късно същият бива обвинен в други криминални деяния и бива обесен в Тайбърн поради кражби.

## Животът в Бостън
Постепенно на Лоу му омръзва джебчийството, поради това се насочва към обирите. През 1710 г. напуска Англия, за да отиде в „Новия свят“. Прекарва няколко години по различни места, преди да се засели в Бостън, Масачузетс. На 12 август 1714 г. се жени за Елиза Марбъл. Ражда им се син, който умира още като пеленаче. След това им се ражда момиче, Елизабет, през зимата на 1719 г.
Жена му, Елиза, умира по време на раждането, оставяйки Лоу с момиченцето. Тази загуба оказва дълбоко влияние в живота му: в следващите няколко години като пират често скърби по дъщеря си. Също така не наранява жените, намиращи се на превзетия кораб – позволява им да стигнат до пристанището благополучно. През 1722 г. се присъединява към група от 12 мъже, които среща на борда на кораб за Хондурас. Заедно планират да заграбят стоката, намираща се на борда и да я препродадат в Бостън.